# Норма стока
Но́рма стока – среднее значение величины стока за многолетний период такой продолжительности, при увеличении которой полученное значение существенно не меняется. Норма стока может быть вычислена путём осреднения годовых величин стока (норма годового стока), стока за половодье (норма стока за половодье), за отдельные месяцы или другие периоды года. Часто термин норма стока применяется для сокращения выражения понятия нормы годового стока. Норма стока выражается в модулях стока, в слое стока и в виде среднего многолетнего расхода воды того периода года, для которого она вычисляется.